# Vandalen – Ariogermanische Kampfgemeinschaft
Die Vandalen – Ariogermanische Kampfgemeinschaft ist eine neonazistische Gruppe, die in Aussehen und Auftreten die Subkultur der Rocker imitieren. Die Gruppe hat ihren Sitz in Berlin. Eines der Gründungsmitglieder der Gruppierung ist der Sänger Michael Regener.

## Organisation
Die Organisation ist wie ein Motorcycle Club organisiert, aber der Besitz eines Motorrads ist keine Voraussetzung für den Einstieg. Ähnlich wie bei den MCs müssen Anwärter eine einjährige Probezeit durchlaufen, um als vollwertige Mitglieder zu gelten. Die Mitglieder zahlen regelmäßig Beiträge und es gibt ein Clubhaus, das ebenfalls für Veranstaltungen genutzt wird. Als Anführer gilt seit einer Hausdurchsuchung im Jahr 2002 Jean-René Bauer.
Als Clubhaus diente lange Jahre der Judith-Auer-Club in Berlin-Lichtenberg, später in  der Liebermannstraße in Berlin-Weißensee. Letzteres wurde am 24. Juli 1999 von der Polizei durchsucht und war danach Ziel einer Medienkampagne, die 1999 zum Verlassen des Clubhauses führte. Der Vermieter hatte den Vandalen gekündigt. Der Sitz des neuen Clubhauses ist nicht bekannt, soll aber in Lichtenberg liegen. Die Gruppe besteht aus einem harten Kern von etwa 10–20 Mitgliedern.
Die Vandalen gelten in der Szene als gut vernetzt. Sie haben bzw. hatten Kontakte zur NPD, zu Blood and Honour, den Hammerskins und diversen Freien Kameradschaften. Einige der Mitglieder der Vandalen sind auch in der rechten Musikszene engagiert, so Michael Regener, ehemaliger Sänger der als kriminelle Vereinigung verbotenen Gruppe Landser, heute mit seinem Soloprojekt Die Lunikoff Verschwörung aktiv. Auch die Band Spreegeschwader besteht aus Vandalen-Mitgliedern. Ein ehemaliges Mitglied ist zudem der Polizistenmörder Kay Diesner. Dieser wurde vermutlich 1991 von Arnulf Priem, der zeitwillig als Chef der Gruppe galt, in den Club eingeführt.

## Geschichte
Die Vandalen wurden 1982 in Ostberlin gegründet. Sie sind damit eine der ältesten Neonazigruppierungen, die noch zur Zeit der DDR entstanden sind. Bereits vor der Wende unterhielt man Kontakte zur westdeutschen Wiking-Jugend und zu Kühnens FAP. Nach dem Fall der Berliner Mauer arbeiten die Vandalen eng mit ihren Gesinnungsgenossen zusammen und spielten „eine integrale Rolle bei dem Aufbau neonazistischer Strukturen in Berlin“. Sie beteiligten sich an Wehrsportlagern und an neonazistischen Demonstrationen.
2002 wurde eine Veranstaltung der Vandalen in einem Lokal in Berlin-Marzahn von der Polizei gestürmt. Es handelte sich dabei um eine Feier zum zwanzigjährigen Bestehen. Ein Auftritt der Band Landser konnte so verhindert werden. Anwesend waren unter anderem Jens Pühse, Friedhelm Busse, Jörg Hähnel und Oliver Schweigert. Ebenfalls 2002 kam es zu gewalttätigen Übergriffen auf linke Besucher des Blumenfestes in Weißensee.